# Regiunea Oș
Regiunea Oș este o regiune (oblast) a Republicii Kârgâze. Capitala sa este orașul Oș. Este delimitată (în sensul acelor de ceasornic) de regiunea Jalal-Abad, regiunea Narân, Xinjiang, China, Tadjikistan, regiunea Batken și Uzbekistan.

## Geografie
Cea mai mare parte a populației trăiește în partea de nord a regiunii, la marginea văii Fergana. Terenul se înalță treptat spre sud, până la creasta munților Alai, coboară spre valea Alai și se înalță până la zona Trans-Alai, care formează granița cu Tadjikistanul. În est, pământul se înalță spre lanțul Fergana, care este aproximativ paralel cu granița cu Narân. Această zonă este scăldată de Karadaria, care curge spre nord-vest pentru a se alătura râului Naryn pentru a forma Sîrdaria în valea Fergana.
Autostrada M41 merge spre sud peste munți, de la Oș până la granița cu Tadjikistan. Celălalt drum principal trece spre vest prin zona plată spre regiunea Batken.